# 缘毛鹅观草
缘毛鹅观草（学名：Roegneria pendulina）为禾本科鹅观草属下的一个种。

## 扩展阅读
- 維基物種上的相關：缘毛鹅观草